# Hyposada assimilis
Hyposada assimilis là một loài bướm đêm trong họ Erebidae.